# Понцала (Фиренца)
Понцала је насеље у Италији у округу Фиренца, региону Тоскана.
Према процени из 2011. у насељу је живело 119 становника. Насеље се налази на надморској висини од 445 м.